# فريع (اسم)
فريع هو اسم علم مذكر من أصل عربي، ومعناه هو الطويل الكثير العلو.

## وصلات خارجية
- موسوعة السلطان قابوس لأسماء العرب نسخة محفوظة 5 أبريل 2019 على موقع واي باك مشين.